# Garrett (Indiana)
Garrett é uma cidade localizada no estado americano de Indiana, no Condado de DeKalb.

## Demografia
Segundo o censo americano de 2000, a sua população era de 5803 habitantes.
Em 2006, foi estimada uma população de 5752, um decréscimo de 51 (-0.9%).

## Geografia
De acordo com o United States Census Bureau tem uma área de
8,1 km², dos quais 8,1 km² cobertos por terra e 0,0 km² cobertos por água. Garrett localiza-se a aproximadamente 262 m acima do nível do mar.

## Localidades na vizinhança
O diagrama seguinte representa as localidades num raio de 16 km ao redor de Garrett.